# Ievhèn Khatxeridi
Ievhèn Khatxeridi (Melitòpol, Unió Soviètica, 28 de juliol de 1987), és un futbolista ucraïnès amb ascendència grega. Juga com a defensa o lateral dret en el Dinamo de Kíev. Internacional amb la selecció de futbol d'Ucraïna, va disputar l'Eurocopa 2012.

## Clubs
| Club               | País    | Any         | Partits | Gols |
| SC Olkom Melitopol | Ucraïna | 2005 - 2006 | 25      | 1    |
| FC Volyn Lutsk     | Ucraïna | 2006 - 2008 | 24      | 2    |
| FC Dinamo Kíev     | Ucraïna | 2008 -      | 61      | 1    |